# Robert Zimmermann (Schiffbauingenieur)
Robert Zimmermann (* 3. Juni 1851 in Hamm, Westfalen; † 5. Januar 1912 in Eutin) war ein deutscher Schiffbauingenieur.

## Leben und Leistung
Robert Zimmermann war der erste Sohn des Stabs- und Bataillonsarztes Gustav Heinrich Eduard Zimmermann vom 1. Bataillon des 4. Garde-Landwehr-Regiments in Hamm in Westfalen.
Er konnte nach dem frühen Tod des Vaters das Gymnasium verlassen und seinem Wunsch nachgehen, eine technische Laufbahn einzuschlagen.
Seine erste Tätigkeit begann er bei der renommierten Danziger Werft Klawitter. Nach der Gewerbeschule wechselte Robert Zimmermann zur Schiffbauabteilung der Königlichen Gewerbeakademie in Berlin. Während des Studiums dort lernte Zimmermann Konsul Hermann Henrich Meier, den mächtigen Vorsitzenden des Aufsichtsrates des Norddeutschen Lloyd, kennen. Der empfahl ihm, nach dem Studium zunächst nach Schottland zu gehen, um internationale Erfahrungen zu sammeln. Im Sommer 1873 schloss Zimmermann sein Studium erfolgreich ab. Ein Empfehlungsschreiben Meiers verschaffte ihm die Chance, bei der renommierten Werft von Caird & Company in Greenock (Schottland) anzufangen, die zur damaligen Zeit Schiffe für den Norddeutschen Lloyd baute. Obwohl er keine praktische Erfahrung hatte, wurde er im Technischen Büro eingesetzt. Durch Vermittlung eines weiteren Förderers wechselte Zimmermann zu der Palmers Shipbuilding and Iron Company, deren Werft in Jarrow-on-Tyne lag. 1880 wurde er Leiter des technischen Büros der Werft Barrow Shipbuilding Company in Barrow-in-Furness.
1884 verließ Zimmermann Großbritannien, um eine leitende Stellung in der Direktion der Germaniawerft in Kiel zu übernehmen. 1895 nahm er Abschied von Kiel und folgte seiner Berufung an die Spitze der damals größten deutschen Werft, der Stettiner Maschinenbau AG Vulcan. Unter seiner Leitung wurden in Stettin Schiffe gebaut, deren technische Leistungen die Bremer und Hamburger Reedereien in die Lage versetzten, das begehrte „Blaue Band“ für die schnellste Ozeanüberquerung zu gewinnen.
Aufgrund seiner hervorragenden Tätigkeit in Kiel und Stettin wurde Zimmermann zum „Königlich Geheimen Baurat und Schiffbaudirektor“ ernannt.
Wegen der Wassertiefe der Oder konnte man in Stettin keine noch größeren Schiffe bauen. Die Werftleitung unter Zimmermann sah sich gezwungen, einen günstigeren Standort zu suchen, den sie 1906 im Hamburger Freihafen fand. Dort waren die Voraussetzungen für einen dauerhaften Schiffbaubetrieb gegeben. Trotz dieser günstigen Entwicklung zog sich der fast sechzigjährige Zimmermann aufs Altenteil zurück, nachdem er noch 1908/09 erfolgreich in Peking mit der Regierung Verhandlungen über eine Modernisierung der chinesischen Kriegsmarine geführt hatte. Gerade als das nach seinen Entwürfen gebaute Privathaus fertig war, bekam er Schlaganfälle, an denen er verstarb.
Zimmermann war mit einer Britin verheiratet und hatte fünf Söhne und drei Töchter.

## Von Zimmermann projektierte und entworfene Schiffe
Unter anderem hat Zimmermann folgende Schiffe entworfen oder war leitend an der Projektierung beteiligt:

### Caird & Co.
- City of Berlin, Passagierschiff für die Inman-Line, für 1770 Passagiere (1875)

### Palmers Shipbuilding and Iron Company
- zahlreiche Kriegsschiffe und Handelsdampfer, vorrangig für britische Reeder

### Technisches Büro in Barrow-in-Furness, späterBarrow Shipbuilding Company
- zahlreiche Kriegsschiffe und Handelsdampfer, vorrangig für britische Reeder

### Germaniawerft Kiel
Militäraufträge
- den Großteil der Torpedoboote der Kaiserlichen Marine der I. Klasse zu 85 Tonnen und der Boote II. Klasse zu 50 bis 90 Tonnen
- Linienschiff Wörth (1893)
- Großer Kreuzer Kaiserin Augusta, das erste Dreischraubenschiff der Marine (1892)

Zivilfahrzeuge
- Postschiff Bonn für den Norddeutschen Lloyd (1895)
- Postschiff Halle für den Norddeutschen Lloyd
- diverse Frachtdampfer
- einige Segelyachten

### Stettiner Maschinenbau AG Vulcan
Schnelldampfer
- Kaiser Wilhelm der Große (1897)
- Deutschland (1900)
- Kronprinz Wilhelm (1901)
- Kaiser Wilhelm II. (1903)
- Kronprinzessin Cäcilie (1906)

| Personendaten    | Personendaten                |
| ---------------- | ---------------------------- |
| NAME             | Zimmermann, Robert           |
| KURZBESCHREIBUNG | deutscher Schiffbauingenieur |
| GEBURTSDATUM     | 3. Juni 1851                 |
| GEBURTSORT       | Hamm                         |
| STERBEDATUM      | 5. Januar 1912               |
| STERBEORT        | Eutin                        |